# Бабенко, Яков Алексеевич
Я́ков Алексе́евич Бабе́нко (12 [25] октября 1913 года — 28 мая 1979 года) — участник Великой Отечественной войны, командир 333-го гвардейского стрелкового полка 117-й гвардейской стрелковой дивизии 13-й армии 1-го Украинского фронта, Герой Советского Союза (10.04.1945), гвардии подполковник.

## Биография
Родился 12 (25) октября 1913 года в селе Чалбасы (ныне село Виноградово Херсонского района Херсонской области) в семье крестьянина. Украинец. Член ВКП(б) с 1942 года. Окончил бухгалтерский техникум в Одессе в 1931 году.
В Красной армии в 1932—1936 годах и с 1939 года. В 1940 году Бабенко окончил Киевское военное пехотное училище.
Участник Великой Отечественной войны с августа 1941 года. Сражался на Южном фронте в составе 18-й армии. С тяжёлыми боями отходил на восток.
В 1943 году Бабенко окончил ускоренный курс Военной академии имени М. В. Фрунзе. Вернулся в 18-ю армию и был назначен на должность командира полка, который позднее стал 333-м гвардейским. Участвовал в боях на Малой земле. Освобождал города и сёла Украины.
В составе 117-й гвардейской дивизии полк под командованием Бабенко отличился в декабре 1943 года при освобождении города Бердичев Житомирской области.
В 1944 году Бабенко руководил полком в боях за овладение и удержание Сандомирским плацдармом на реке Висла, с которого и началось наступление 12 января 1945 года, получившее название Висло-Одерской операции.
333-й гвардейский полк, которым командовал Я. А. Бабенко, как всегда, наступал в первом эшелоне. После сильной артиллерийско-миномётной подготовки он сразу достиг вражеских траншей и овладел узловыми пунктами обороны. Затем бойцы вслед за танкистами ворвались на промежуточный рубеж гитлеровских укреплений. Особенно тяжёлые бои завязались на подступах к селу Шацкому. Пять раз контратаковали солдаты вермахта и пять раз откатывались назад. Шацкое было взято штурмом. В этих ожесточённых схватках командир полка был ранен, но не оставлял поле боя.
На четвёртый день наступления полк Бабенко захватил дорогу, ведущую на Краков. Вражеские войска, находившиеся в районе старинной польской столицы, были отрезаны. Стремясь вырваться из окружения, гитлеровцы бросили в бой все свои силы, в том числе до 200 танков. Однако успеха достичь не смогли. На рассвете полк гвардейцев ворвался в город Кельце и после ожесточённого боя взял его.
Далее советские воины двинулись на ещё один важный узел вражеского сопротивления — город Пётркув, атаковали его в ночь на 18 января. Войска вермахта не ожидали такого неожиданного удара и оставили город. Указом Президиума Верховного Совета СССР за эту операцию полк был удостоен ордена Кутузова III степени.
19 января 1945 года полк, двигаясь в головной походной заставе 13-й армии, получил приказ выйти на Одер, с ходу форсировать его, захватить плацдарм и закрепиться на нём.
Передовой отряд на танках, выделенных из 16-й механизированной бригады, и автомашинах возглавил лично подполковник Бабенко. Сметая на пути небольшие вражеские заслоны, он в ночь на 23 января 1945 года достиг реки в районе города Хохбаушвиц севернее Штейнау (ныне Сцинава, Польша) и расположился в лесу. Началась подготовка к захвату «пятачка» на западном берегу Одера.
26 января полк вёл ожесточённые бои с врагом, отбивая одну контратаку за другой. На следующие сутки бои продолжились на подступах к городу Глогау. В одной из атак гитлеровцам удалось прорваться в расположение полка. От прямого попадания снаряда в наблюдательный пункт погибли заместитель командира полка по политчасти майор Кабанов, командир взвода связи и три бойца. Командир полка Бабенко был контужен. В этот критический момент с тыла гитлеровцев атаковал второй батальон, и они откатились. Через день к Одеру подошли основные силы дивизии.
28 января 1945 года батальон полка Бабенко в районе города Любень штурмом захватил аэродром противника. Вскоре возле аэродрома появилась большая колонна вражеских танков. По этой причине были уничтожены все самолёты, взорваны два склада с боеприпасами и на девяти трофейных машинах отошли в лес. Танки повернули на плацдарм, где большая часть из них была уничтожена другими подразделениями полка Бабенко.
В боях при форсировании Одера полк Бабенко уничтожил 22 вражеских танка, 416 автомашин, 25 самолётов и до 3000 гитлеровских солдат и офицеров. Он был награждён орденом Богдана Хмельницкого.
Указом Президиума Верховного Совета СССР от 10 апреля 1945 года за успешное форсирование Одера, прочное закрепление плацдарма на правом берегу реки и проявленные при этом отвагу и геройство Якову Алексеевичу Бабенко было присвоено звание Героя Советского Союза с вручением ордена Ленина и медали «Золотая Звезда» (№ 4828).
В последние месяцы войны полк Я. А. Бабенко выполнял другие задания командования, первым форсировал реку Шпрее, принимал участие в боях за Берлин. В мае 1945 года в составе 13-й армии была совершена переброска полка в столицу Чехословакии Прагу, которая была освобождена 9 мая 1945 года.
С 1946 года Я. А. Бабенко — в запасе. Он возвратился на родную Херсонщину, в город Цюрупинск. Здесь работал председателем райисполкома. Затем переехал в город Каховка Херсонской области, где работал на различных хозяйственных и административных должностях. Умер 28 мая 1979 года.

## Награды
- Медаль «Золотая Звезда» Героя Советского Союза (№ 4828) (10.04.1945)
- Орден Ленина (10.04.1945)
- Три ордена Красного Знамени (28.07.1944, 25.01.1945, 14.05.1945)
- Орден Отечественной войны I степени (03.02.1944)
- Орден Красной Звезды (05.10.1942)
- Медали, в том числе:
  - Медаль «За победу над Германией в Великой Отечественной войне 1941—1945 гг.»
  - Юбилейная медаль «Двадцать лет Победы в Великой Отечественной войне 1941—1945 гг.»
  - Юбилейная медаль «Тридцать лет Победы в Великой Отечественной войне 1941—1945 гг.»

## Память
- Похоронен в городе Каховке.